# Iva Zajíčková
Iva Zajíčková, provdaná Stafová (* 9. března 1948 Brno-Královo Pole) je bývalá československá reprezentantka a dvojnásobná vicemistryně světa v dráhové cyklistice, devítinásobná mistryně světa v jízdě na vysokém kole.
Od dětství se věnovala krasobruslení a basketbalu, nakonec dala přednost cyklistice a závodila za Favorit Brno. Na mistrovství světa debutovala v roce 1969 na domácí půdě v Brně, kde obsadila páté místo. Během kariéry získala dvě stříbrné a pět bronzových medailí ze světových šampionátů; nejblíže titulu byla v roce 1973 v San Sebastianu, kdy v první finálové jízdě porazila Sheilu Youngovou, ale rozhodčí výsledek anulovali pro údajné křížení dráhy. Na MS v silničním závodě obsadila v Leicesteru v roce 1970 10. místo. Na olympiádě nestartovala, protože ženská cyklistika tehdy ještě nebyla olympijskou disciplínou. Je devítinásobnou mistryní světa v jízdě na vysokém kole a třiadvacetinásobnou mistryní ČSSR v různých silničních i dráhových disciplínách. Obdržela titul zasloužilé mistryně sportu. V roce 1975 absolvovala elektrotechniku na brněnské VUT.
V roce 1980 emigrovala do Rakouska. Znamenalo to pro ni konec závodní kariéry, protože nedostala povolení startovat za svoji novou zemi. Věnovala se horolezectví, zdolala mj. Kilimandžáro a Pik Lenina. Po změně režimu v Československu se přestěhovala do Ždánic, odkud pocházela její matka. Působí v městském zastupitelstvu, v letech 2010 až 2014 zastávala funkci starostky. V roce 2014 obdržela Cenu Jihomoravského kraje za celoživotní přínos v oblasti sportu.